# Nyssodrysternum gratum
Nyssodrysternum gratum là một loài bọ cánh cứng trong họ Cerambycidae.